# 8. arrondissement i Paris
8. arrondissement i Paris er et af Paris' 20 arrondissementer placeret på højre seinebred. Det kaldes også arrondissement de l'Élysée.

## Geografi

### Bykvarterer
Arrondissementet er delt i fire bykvarterer:
| Kvarter           | Areal (km2) | Del af arr. | Befolkning (1999) | Del af arr. |
| ----------------- | ----------- | ----------- | ----------------- | ----------- |
| Champs-Élysées    | 1,14        | 29%         | 4.614             | 12%         |
| Faubourg-du-Roule | 0,80        | 21%         | 10.038            | 26%         |
| Madeleine         | 0,76        | 20%         | 6.045             | 15%         |
| Europe            | 1,18        | 30%         | 18.606            | 47%         |

## Demografi
| År   | Befolkning |
| ---- | ---------- |
| 1954 | 80.554     |
| 1962 | 74.955     |
| 1968 | 67.454     |
| 1975 | 53.595     |
| 1982 | 45.800     |
| 1990 | 40.816     |
| 1999 | 39.303     |